# 17248 Ellieyang
17248 Ellieyang è un asteroide della fascia principale. Scoperto nel 2000, presenta un'orbita caratterizzata da un semiasse maggiore pari a 2,163700 UA e da un'eccentricità di 0,073710, inclinata di 3,326613° rispetto all'eclittica. Ha un diametro di 2,592 km.